# Lysgård Kirke
Lysgård Kirke er sognekirke i Lysgård Sogn, beliggende i landsbyen Lysgård syd for Viborg. Den er opført omkring år 1200.
Steen Steensen Blichers far var præst i kirken, under det daværende Vium-Lysgård Sogn. I 1819 blev han selv præst i Lysgård og Thorning Kirke.
Før kommunalreformen i 1970 hørte kirken under Lysgård Herred.